# Outlaw's Son (film, 1957)
Pour les articles homonymes, voir Outlaw's Son.
Outlaw's Son est un film américain réalisé par Lesley Selander, sorti en 1957.

## Fiche technique
- Titre : Outlaw's Son
- Réalisateur : Lesley Selander
- Scénario : Richard Alan Simmons d'après le roman de Clifton Adams Le Fils du hors-la-loi (Gambling Man)
- Musique : Les Baxter
- Producteurs : Howard W. Koch, Aubrey Schenck
- Société de production : Schenck-Koch Productions, Bel-Air Productions
- Durée : 88 minutes
- Film en noir et blanc
- Genre : Western
- Dates de sortie :
  -  États-Unis juillet 1957
  -  Finlande 27 juin 1958
  -  Suède 27 octobre 1958
  -  Mexique 17 mars 1962

## Distribution
- Dane Clark : Nate Blaine
- Ben Cooper : Jeff Blaine
- Lori Nelson : Lila Costain
- Ellen Drew : Ruth Sewall
- Charles Watts : Marshal Elec Blessingham
- Cecile Rogers : Amy Wentworth
- Joseph Stafford : Jeff Blaine
- Eddie Foy III : Tod Wentworth
- John Pickard : Ed Wyatt
- Robert Knapp : Marshal Raph Striker
- Les Mitchel : Bill Somerson
- Guy Prescott : Phil Costain
- George Pembroke : Paul Wentworth
- Jeff Daley : Ridley
- Wendy Stuart : Lila Costain
- Ahna Capri : Amy Wentworth
- James Parnell : Jorgensen
- Scott Peters : Randall
- Buddy Hart : Todd Wentworth
- Ernest Dotson : Ben Jorgenson
- Ken Christy : Mac Butler
- Audley Anderson : Egstrom
- Leslie Kimmell : Kessler
- Tom London : Conducteur de chariot